# Kasboek

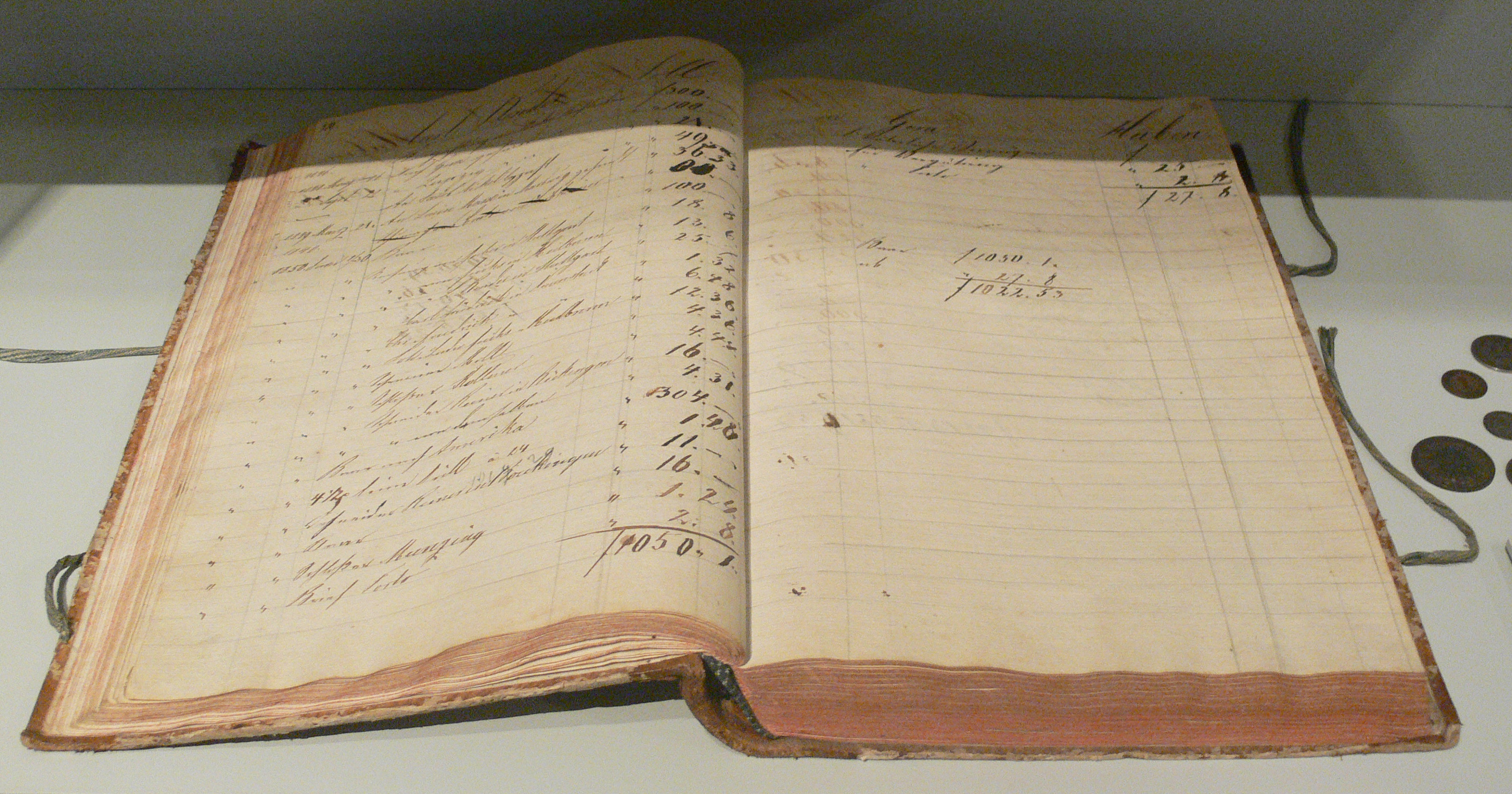
Kasboek uit het jaar 1828

Het kasboek is het boek waarin alle transacties van de kas worden bijgehouden. Het woord wordt in twee verschillende betekenissen gebruikt:
- Een boek of schrift, of een spreadsheet, waarin alle transacties van een contante kas worden bijgehouden
- Het dagboek in een (meestal elektronische) boekhouding waarin alle kastransacties worden ingevoerd die betrekking hebben op die boekhouding.

Normaal gesproken zal men regelmatig (bijvoorbeeld aan het einde van de dag) de transacties uit de eerstgenoemde kasboeken bijschrijven in het laatstgenoemde kasboek.